# Festival Internacional de Cine de Venecia de 1979
La 36.ª Mostra de Venecia se celebró del 24 de agosto al 5 de septiembre de 1979. No hubo jurado porque las ediciones de 1969 hasta 1979 no fueron competitivas.

## Películas

### Selección oficial

#### En Competición
Las películas siguientes compitieron para el León de Oro:
| Título en español               | Título original          | Director(es)                      | País       |
| ------------------------------- | ------------------------ | --------------------------------- | ---------- |
| El río                          | Al-nahr                  | Faisal Al-Yassiri                 | Irak       |
| Al-saqqa mat                    | Al-saqqa mat             | Salah Abouseif                    | Egipto     |
| Anchieta, José do Brasil        | Anchieta, José do Brasil | Paulo Cesar Saraceni              | Brasil     |
| Cinema                          | Cinema                   | Liana Eliava                      | URSS       |
| El super                        | El super                 | Leon Ichaso, Orlando Jiménez Leal | EE. UU.    |
| Fuga de Alcatraz                | Escape from Alcatraz     | Don Siegel                        | EE. UU.    |
| El prado                        | Il prato                 | Hermanos Taviani                  | Italia     |
| Jelenlét (corto)                | Jelenlét (corto)         | Miklós Jancsó                     | Hungría    |
| The Strangling                  | Kôsatsu                  | Kaneto Shindô                     | Japón      |
| La luna                         | La luna                  | Bernardo Bertolucci               | Italia     |
| Le vieil Anaï                   | Le vieil Anaï            | Germaine Dieterlen, Jean Rouch    | Francia    |
| More American Graffiti          | More American Graffiti   | Bill L. Norton                    | EE. UU.    |
| Operación Ogro                  | Operación Ogro           | Gillo Pontecorvo                  | España     |
| Maratón de otoño                | Osenniy marafon          | Georgi Daneliya                   | URSS       |
| Le passe-montagne               | Le passe-montagne        | Jean-François Stévenin            | Francia    |
| Saint Jack, el rey de Singapur  | Saint Jack               | Peter Bogdanovich                 | EE. UU.    |
| Samba le grand                  | Samba le grand           | Moustapha Alassane                | Níger      |
| Soldados                        | Soldados                 | Alfonso Ungría                    | España     |
| El mago de Lublin               | The Magician of Lublin   | Menahem Golan                     | Israel     |
| The Wanderers                   | The Wanderers            | Philip Kaufman                    | EE. UU.    |
| Un drama burgués                | Un dramma borghese       | Florestano Vancini                | Italia     |
| El fluir de los días terrenales | Zemaljski dani teku      | Goran Paskaljevic                 | Yugoslavia |

### La Notte di Officina
Como consta en el Archivio Storico delle Arti Contemporanee:
| Título en español           | Título original            | Director(es)                       | País    |
| --------------------------- | -------------------------- | ---------------------------------- | ------- |
| Una mujer singular          | Clair de femme             | Costa-Gavras                       | Francia |
| De la nube a la resistencia | Dalla nube alla resistenza | Danièle Huillet, Jean-Marie Straub | Italia  |
| Hot Tomorrows               | Hot Tomorrows              | Martin Brest                       | EE. UU. |
| Ammazzare il tempo          | Ammazzare il tempo         | Domenico Rafele                    | Italia  |
| Le Navire Night             | Le Navire Night            | Marguerite Duras                   | Francia |
| Daji he ta de fu qin        | Daji he ta de fu qin       | Jiayi Wang                         | China   |
| Perceval le Gallois         | Perceval le Gallois        | Éric Rohmer                        | Francia |
| Poto and Cabengo            | Poto and Cabengo           | Jean-Pierre Gorin                  | EE. UU. |
| The Space Movie             | The Space Movie            | Tony Palmer                        | EE. UU. |

### Officina Veneziana
| Título en español                          | Título original                            | Director(es)                         | País    |
| ------------------------------------------ | ------------------------------------------ | ------------------------------------ | ------- |
| A kis Valentinó                            | A kis Valentinó                            | András Jeles                         | Hungría |
| France/tour/détour/deux/enfants (Serie TV) | France/tour/détour/deux/enfants (Serie TV) | Jean-Luc Godard, Anne-Marie Miéville | Francia |
| I giorni cantati                           | I giorni cantati                           | Paolo Pietrangeli                    | Italia  |
| Improvviso                                 | Improvviso                                 | Edith Bruck                          | Italia  |
| La nouba des femmes du mont Chenoua        | La nouba des femmes du mont Chenoua        | Assia Djebbar                        | Argelia |
| ORG                                        | ORG                                        | Fernando Birri                       | Italia  |
| ¡Que viva México!                          | ¡Que viva México!                          | Sergei Eisenstein                    | URSS    |
| Ratataplan                                 | Ratataplan                                 | Maurizio Nichetti                    | Italia  |
| The Wedding of Zein                        | Urs Al-Zayn                                | Khalid Al Siddiq                     | Kuwait  |
| West Indies                                | West Indies                                | Med Hondo                            | Francia |

## Retrospectivas
En esta edición, se proyectó una retrospectiva se recordó a Marcel Pagnol, Nicholas Ray, Francesco Pasinetti y David W. Griffith.

## Premios
De acuerdo con el Internet Movie Database, las premiaciones fueron:
- Premio FIPRESCI 
  - Le passe-montagne de Jean-François Stévenin
  - La nouba des femmes du mont Chenoua de Assia Djebar

Mención de Honor - Le vieil Anaï de Jean Rouch
- Premio Pasinetti 
  - Mejor Película - Osenniy marafon de Guiorgui Danelia y Saint Jack, el rey de Singapur de Peter Bogdanovich
  - Mejor Actor - Evgeniy Leonov  de Maratón de otoño
  - Mejor Actriz - Nobuko Otowa de The Strangling
- Premio Pietro Bianchi: Cesare Zavattini